# Lucidity
Lucidity ist eine finnische progressive Melodic-Death- und -Doom-Band aus Jyväskylä, die 2004 gegründet wurde.

## Geschichte
Die Band wurde Ende 2004 von dem Sänger, Gitarristen und Keyboarder Martti Pohjosaho, dem Gitarristen Jari Kinnunen, dem Bassisten Harri Pölkki und dem Schlagzeuger Pekka Parantainen gegründet. Anfänglich spielten sie Coverversionen sowie bisher unverwendetes Material aus ihren vorherigen Bands. 2006 wurde das Demo Endure aufgenommen, wodurch die Gruppe ihre Bekanntheit steigern konnte. Im folgenden Jahr schloss sich unter dem Namen Awaken ein weiteres Demo an, was die ersten Aufnahmen der Gruppe mit Keyboard darstellte. Das Demo setzte die Konzeptgeschichte des vorherigen Demos inhaltlich fort. Lieder des Demos wurden von zwei national ausstrahlenden Radiostationen gespielt. Das nächste Demo schloss sich 2009 mit dem Titel Relic an. In der folgenden Zeit hatte die Band Probleme, sich zu gemeinsamen Proben zu versammeln. Daraufhin verließ Harri Pölkki die Besetzung. Die Band setzte ihre Aktivität zunächst als Trio fort. Nach ein paar Proben stieß der Bassist Sami Ahmaoja hinzu. 2015 erschien über Inverse Records das Debütalbum The Oblivion Circle.

## Stil
Laut Steven Reid von seaoftranquility.org fällt die Musik von The Oblivion Circle melancholisch aus, wobei er die Musik als progressiven Doom Metal bezeichnete. In den Songs seien Gemeinsamkeiten zu Insomnium und Opeth hörbar. Der Gesang reiche vom tiefen Singen im Stil eines düsteren Roy Khan (ex-Kamelot) bis zum Growling und rauen Shouting.

## Diskografie
- 2005: Studio Session (Demo, Eigenveröffentlichung)
- 2006: Endure (Demo, Eigenveröffentlichung)
- 2007: Awaken (Demo, Eigenveröffentlichung)
- 2009: Relic (Demo, Eigenveröffentlichung)
- 2012: Time Immemorial (Demo, Eigenveröffentlichung)
- 2015: The Oblivion Circle (Album, Inverse Records)